# John Qualen
John Qualen (Vancouver, 8 dicembre 1899 – Torrance, 12 settembre 1987) è stato un attore canadese.

## Biografia
Qualen nacque a Vancouver, in Columbia Britannica, figlio di immigrati provenienti dalla Norvegia; il padre era un pastore luterano e cambiò il cognome da "Kvalen" a "Qualen". Qualen crebbe a Elgin (Illinois) e iniziò a recitare alla Northwestern University. Dopo aver vinto un concorso in oratorio, ottenne una borsa di studio che gli aprì le porte dell'università. 
Apparve in alcuni film diretti da John Ford, tra i quali Un popolo muore (1931), Furore (1940), Sentieri selvaggi (1956), Cavalcarono insieme (1961), L'uomo che uccise Liberty Valance (1962) e Il grande sentiero (1964). 
Recitò in oltre un centinaio di film, passando poi a lavorare negli anni settanta per la televisione. Molto versatile, venne utilizzato per la sua capacità di esprimersi in diversi dialetti, normalmente di origine scandinava, spesso con effetti assai comici. Alcuni dei suoi ruoli più memorabili testimoniano di questa versatilità: in Furore (1940) di Ford, interpretò un ruolo drammatico sfoggiando un accento del Middle-West, mentre nella commedia La signora del venerdì (1940), di Howard Hawks, impersonò l'imbranato killer Earl Williams. In Casablanca (1942), fu un membro della Resistenza che contatta Victor Laszlo (Paul Henreid), esibendo il suo migliore accento norvegese, mentre in Prigionieri del cielo (1954) di William A. Wellman, fu un pescatore dalle inflessioni mediterranee.

## Filmografia parziale

### Cinema
- Palcoscenico nella strada (Street Scene), regia di King Vidor (1931)
- Un popolo muore (Arrowsmith), regia di John Ford - non accreditato (1931)
- Ritorno alla vita (Counsellor-at-Law), regia di William Wyler (1933)
- Il mercante di illusioni (Upperworld), regia di Roy Del Ruth (1934)
- Nostro pane quotidiano (Our Daily Bread), regia di King Vidor (1934)
- Chiaro di luna (Servants' Entrance), regia di Frank Lloyd (1934)
- Ritornerà primavera (One More Spring), regia di Henry King (1935)
- L'uomo dai due volti (Charlie Chan in Paris), regia di Lewis Seiler (1935)
- Black Fury, regia di Michael Curtiz (1935)
- The Farmer Takes a Wife, regia di Victor Fleming (1935)
- I tre moschettieri (The Three Musketeers), regia di Rowland V. Lee (1935)
- Le quattro perle (Whipsaw), regia di Sam Wood (1935)
- Gelosia (Wife vs. Secretary), regia di Clarence Brown (1936) (non accreditato)
- Il medico di campagna (The Country Doctor), regia di Henry King (1936)
- Le vie della gloria (Road to Glory), regia di Howard Hawks (1936)
- Meet Nero Wolfe, regia di Herbert J. Biberman (1936)
- Settimo cielo (Seventh Heaven), regia di Henry King (1937)
- Nulla sul serio (Nothing Sacred), regia di William A. Wellman (1937) (non accreditato)
- Il grande segreto (The Bad Man of Brimstone), regia di J. Walter Ruben (1937)
- Gioia d'amare (Joy of Living), regia di Tay Garnett (1938)
- Il terzo delitto (The Mad Miss Manton), regia di Leigh Jason (1938)
- Sfida a Baltimora (Stand Up and Fight), regia di W. S. Van Dyke (1939)
- Lasciateci vivere! (Let Us Live), regia di John Brahm (1939) (non accreditato)
- La tigre del mare (Thunder Afloat), regia di George B. Seitz (1939)
- Four Wives, regia di Michael Curtiz (1939)
- La signora del venerdì (His Girl Friday), regia di Howard Hawks (1940)
- Furore (The Grapes of Wrath), regia di John Ford (1940)
- Angeli del peccato (Angels Over Broadway), regia di Ben Hecht e Lee Garmes (1940)
- Knute Rockne All American, regia di Lloyd Bacon (1940)
- Viaggio senza fine (The Long Voyage Home), regia di John Ford (1940)
- Una moglie modello (Model Wife), regia di Leigh Jason (1941)
- Fuori dalla nebbia (Out of the Fog), regia di Anatole Litvak (1941)
- Il grande tormento (The Shepherd of the Hills), regia di Henry Hathaway (1941)
- L'incompiuta (New Wine), regia di Reinhold Schünzel (1941)
- L'oro del demonio (All That Money Can Buy), regia di William Dieterle (1941)
- Il libro della giungla (Jungle Book), regia di Zoltán Korda (1942)
- I tre furfanti (Larceny, Inc.), regia di Lloyd Bacon (1942)
- Gente allegra (Tortilla Flat), regia di Victor Fleming (1942)
- Casablanca, regia di Michael Curtiz (1942)
- Le mille e una notte (Arabian Nights), regia di John Rawlins (1942)
- L'impostore (The Impostor), regia di Julien Duvivier (1944)
- L'uomo venuto da lontano (An American Romance), regia di King Vidor (1944)
- Acque scure (Dark Waters), regia di André De Toth (1944)
- Capitan Kidd (Captain Kidd), regia di Rowland V. Lee (1945)
- Avventura (Adventure), regia di Victor Fleming (1945)
- Scheherazade (Song of Scheherazade), regia di Walter Reisch (1947)
- Senza ritorno (High Conquest), regia di Irving Allen (1947)
- La croce di fuoco (The Fugitive), regia di John Ford (1947)
- Gentiluomo ma non troppo (Alias a Gentleman), regia di Harry Beaumont (1948)
- Jim lo sfregiato (Hollow Triumph), regia di Steve Sekely (1948)
- My Girl Tisa, regia di Elliott Nugent (1948)
- Il tesoro di Vera Cruz (The Big Steal), regia di Don Siegel (1949)
- Capitan Cina (Captain China), regia di Lewis R. Foster (1950)
- La corsara (Buccaneer's Girl), regia di Frederick de Cordova (1950)
- La fortuna si diverte (The Jackpot), regia di Walter Lang (1950) (non accreditato)
- Il mistero del marito scomparso (Woman on the Run), regia di Norman Foster (1950)
- Il mistero del V3 (The Flying Missile), regia di Henry Levin (1950)
- Il mio bacio ti perderà (Belle Le Grand), regia di Allan Dwan (1951)
- Festa di laurea (Goodbye, My Fancy), regia di Vincent Sherman (1951)
- Il favoloso Andersen (Hans Christian Andersen), regia di Charles Vidor (1952)
- Terra bruciata (Ambush at Tomahawk Gap), regia di Fred F. Sears (1953)
- Francis contro la camorra (Francis Covers the Big Town), regia di Arthur Lubin (1953) (non accreditato)
- La mia legge (I, the Jury), regia di Harry Essex (1953)
- Prigionieri del cielo (The High and the Mighty), regia di William A. Wellman (1954)
- Il principe studente (The Student Prince), regia di Richard Thorpe (1954)
- Il cavaliere implacabile (Passion), regia di Allan Dwan (1954)
- Senza catene (Unchained), regia di Hall Bartlett (1955)
- Gli amanti dei cinque mari (The Sea Chase), regia di John Farrow (1955)
- Gunpoint: terra che scotta (At Gunpoint), regia di Alfred L. Werker (1955)
- Sentieri selvaggi (The Searchers), regia di John Ford (1956)
- Johnny Concho, regia di Don McGuire (1956)
- Orizzonti lontani (The Big Land), regia di Gordon Douglas (1957)
- Il mio mondo muore urlando (My World Dies Screaming), regia di Harold Daniels (1958)
- Agguato nei Caraibi (The Gun Runners), regia di Don Siegel (1958)
- Inferno nel penitenziario (Revolt in the Big House), regia di R.G. Springsteen (1958)
- Anatomia di un omicidio (Anatomy of a Murder), regia di Otto Preminger (1959)
- Duello tra le rocce (Hell Bent for Leather), regia di George Sherman (1960)
- Il figlio di Giuda (Elmer Gantry), regia di Richard Brooks (1960) (non accreditato)
- Pugni, pupe e pepite (North to Alaska), regia di Henry Hathaway (1960)
- Cavalcarono insieme (Two Rode Together), regia di John Ford (1961)
- L'uomo che uccise Liberty Valance (The Man Who Shot Liberty Valance), regia di John Ford (1962)
- I tre della Croce del Sud (Donovan's Reef), regia di John Ford (1963)
- Intrigo a Stoccolma (The Prize), regia di Mark Robson (1963)
- Le 7 facce del Dr. Lao (7 Faces of Dr. Lao), regia di George Pal (1964)
- Il grande sentiero (Cheyenne Autumn), regia di John Ford (1964)
- I cacciatori del lago d'argento (Those Calloways), regia di Norman Tokar (1965)
- Lezioni d'amore alla svedese (I'll Take Sweden), regia di Frederick De Cordova (1965)
- I 4 figli di Katie Elder (The Sons of Katie Elder), regia di Henry Hathaway (1965)
- Incontro al Central Park (A Patch of Blue), regia di Guy Green (1965)
- Posta grossa a Dodge City (A Big Hand for the Little Lady), regia di Fielder Cook (1966)
- Un maggiordomo nel Far West (The Adventures of Bullwhip Griffin), regia di James Neilson (1967)
- Facce per l'inferno (P.J.), regia di John Guillermin (1968)
- L'ora della furia (Firecreek), regia di Vincent McEveety (1968)
- Heil, Hero!, regia di David Miller (1969)

### Televisione
- General Electric Theater – serie TV, episodio 2x02 (1953)
- Scienza e fantasia (Science Fiction Theatre) – serie TV, episodio 1x09 (1955)
- Alfred Hitchcock presenta (Alfred Hitchcock Presents) – serie TV, episodi 1x14-1x27 (1956)
- Climax! – serie TV, episodio 2x48 (1956)
- Crossroads – serie TV, episodi 1x26-1x29 (1956)
- Yancy Derringer – serie TV, episodio 1x02 (1958)
- Maverick – serie TV, 2 episodi (1958-1961)
- Westinghouse Desilu Playhouse – serie TV, episodio 1x11 (1959)
- Tightrope – serie TV, episodio 1x05 (1959)
- The Alaskans – serie TV, episodio 1x05 (1959)
- Sugarfoot – serie TV, episodio 3x19 (1960)
- La valle dell'oro (Klondike) – serie TV, episodio 1x14 (1961)
- Bonanza – serie TV, episodio 3x02 (1961)
- Thriller – serie TV, episodio 1x32 (1961)
- The Wide Country – serie TV, episodio 1x20 (1963)
- Ben Casey – serie TV, episodi 2x23-4x31 (1963-1965)
- Il virginiano (The Virginian) – serie TV, episodio 2x28 (1964)
- Codice Gerico (Jericho) – serie TV, episodio 1x01 (1966)
- La legge di Burke (Burke's Law) – serie TV, episodi 3x16-3x17 (1966)
- Agenzia U.N.C.L.E. (The Girl from U.N.C.L.E.) – serie TV, episodio 1x14 (1966)
- Shane – serie TV, episodio 1x02 (1966)
- Le strade di San Francisco (The Streets of San Francisco) – serie TV, episodio 2x13 (1973)

## Doppiatori italiani
- Stefano Sibaldi in Angeli del peccato, La croce di fuoco, La corsara, Il mistero del marito scomparso
- Bruno Persa in Agguato nei Caraibi, L'uomo che uccise Liberty Valance
- Augusto Marcacci in Furore
- Giorgio Bassanelli in Casablanca
- Paolo Stoppa in Le mille e una notte
- Giorgio Capecchi in Orizzonti lontani
- Lauro Gazzolo in Incontro al Central Park
- Gino Baghetti in Cavalcarono insieme